# Шипун (водоспад)
Шипу́н — водоспад в Українських Карпатах (масив Внутрішні (Привододільні) Ґорґани). Розташований майже в самому гирлі безіменного струмка, правій притоці річки Озерянка (басейн Тереблі), на північній околиці села Синевир Хустського району Закарпатської області на відстані 1,3 км від центральної дороги села (автошлях Т 0724: Синевир — Синевирська Поляна). Входить до складу Національного парку «Синевир».
Загальна висота перепаду води — бл. 4 м. Водоспад утворився в місці, де потік перетинає потужну товщу пісковиків. Водоспад легкодоступний (розташований біля дороги), проте маловідомий туристичний об'єкт. Особливо мальовничий після рясних дощів або під час танення снігу.

## Світлини та відео

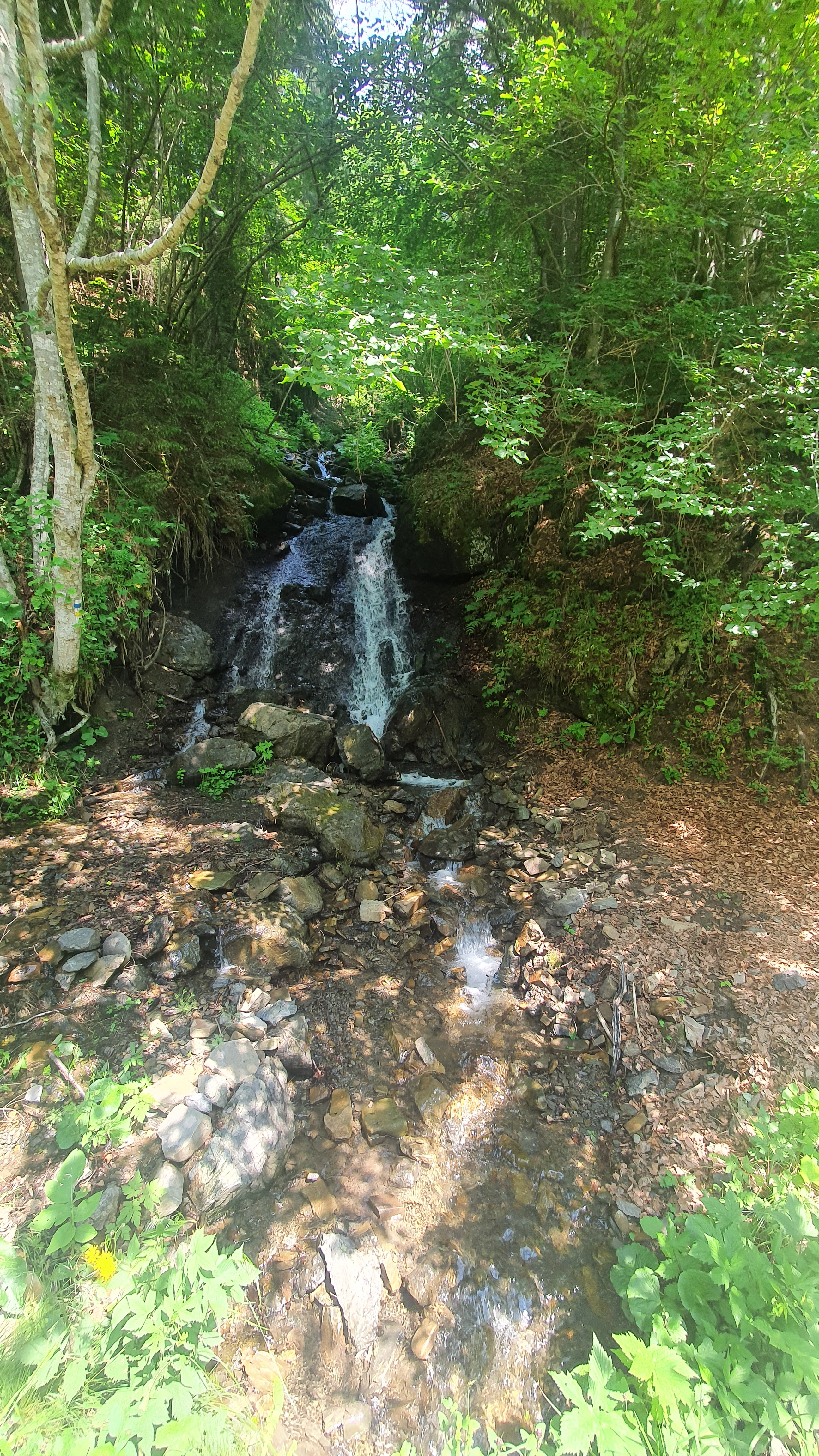
Водоспад здалеку
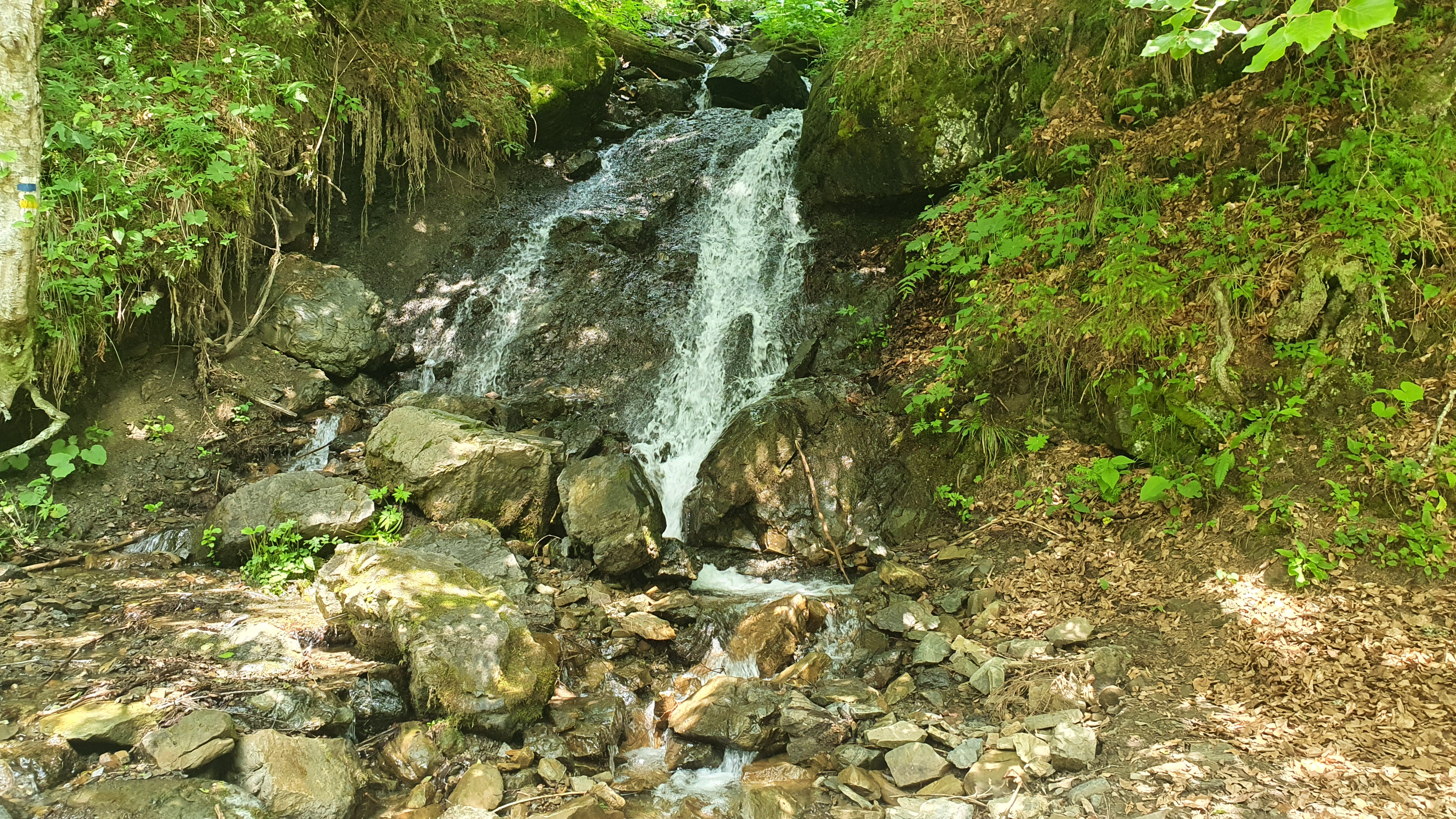
Водоспад збоку
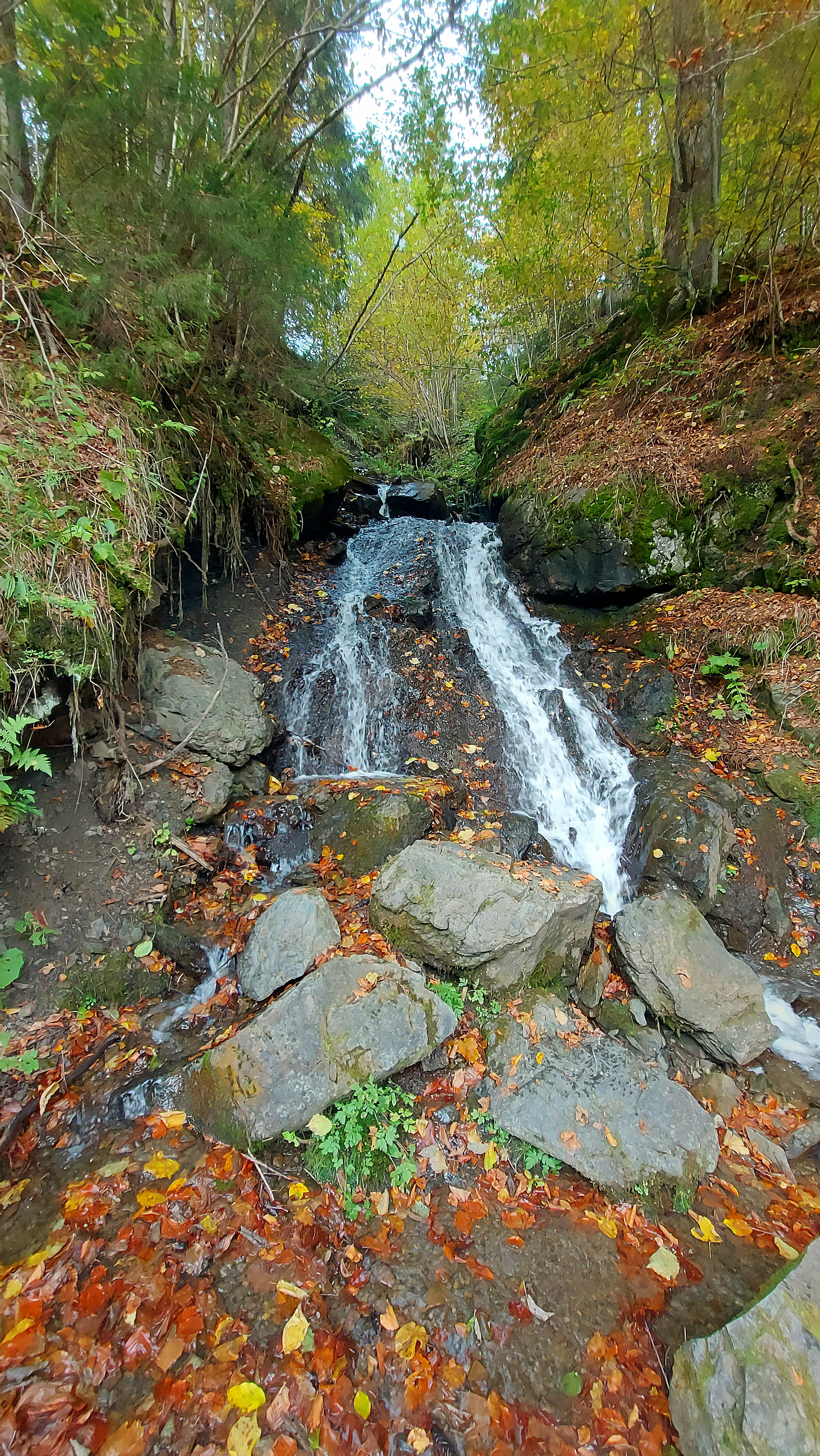
Водоспад восени
- Відео водоспаду